# Lübbenau
Lübbenau (em baixo sorábio: Lubnjow) é um município da Alemanha, situado no distrito de Oberspreewald-Lausitz, no estado de Brandemburgo. Tem 138,78 km² de área, e sua população em 2019 foi estimada em 15.977 habitantes.